# Liste der Kulturdenkmäler in Sickendorf
Die folgende Liste enthält die in der Denkmaltopographie ausgewiesenen Kulturdenkmäler auf dem Gebiet des Ortsteils Sickendorf der  Stadt Lauterbach, Vogelsbergkreis, Hessen.
Hinweis: Die Reihenfolge der Denkmäler in dieser Liste orientiert sich an der Anschrift, alternativ ist sie auch nach der Bezeichnung, der vom Landesamt für Denkmalpflege vergebenen Nummer oder der Bauzeit sortierbar.
Kulturdenkmäler werden fortlaufend im Denkmalverzeichnis des Landes Hessen durch das Landesamt für Denkmalpflege Hessen auf Basis des Hessischen Denkmalschutzgesetzes (HDSchG) geführt. Die Schutzwürdigkeit eines Kulturdenkmals hängt nicht von der Eintragung in das Denkmalverzeichnis des Landes Hessen oder der Veröffentlichung in der Denkmaltopographie ab.

| Bild                        | Bezeichnung                  | Lage                                                  | Beschreibung | Bauzeit                | Objekt-Nr. |
| --------------------------- | ---------------------------- | ----------------------------------------------------- | --- | ---------------------- | ---------- |
| „Oberster Hof“              | „Oberster Hof“               | Am Heidberg 6 LageFlur: 1, Flurstück: 4/7             | Ansitz des ehemals in Sickendorf bestehenden zweiten riedeselischen Hofes, noch 1829 als "freiherrliches Wohnhaus in Obersickendorf" bezeichnet. Hohes Sockelgeschoss mit gewölbtem Keller und Datierung 1741. | 1741                   | 66727 DDB  |
| weitere Bilder              |                              | Am Weiher 3 LageFlur: 2, Flurstück: 25/2              | Gutsarbeiterhaus aus dem frühen 20. Jahrhundert, in der Tradition eines Kleinbauernhauses eingeschossig über hohem Wirtschaftssockel errichtet. | Frühes 20. Jahrhundert | 66729 DDB  |
| Bild gesucht BW             | Gesamtanlage                 | Gesamtanlage Dorf Sickendorf Lage                     | Die Gesamtanlage Sickendorf umfasst im Wesentlichen den kleinen Dorfkern, der sich an dem von der heutigen Frischbörner Straße steil den Heidberg hinauf führenden Weg bis einschließlich zum 1923 erbauten „neuen“ Forsthaus Am Heidberg 7 entwickelt hat. | 18. Jahrhundert        | 66723 DDB  |
| Gesamtanlage                | Gesamtanlage                 | Gesamtanlage Hofgut Sickendorf Lage                   | Das seit dem späten 16. Jahrhundert nachweisbare riedeselische Hofgut (Unter-)Sickendorf hat sein heutiges Erscheinungsbild zu wesentlichen Teilen im 19. Jahrhundert erlangt. | um 16. Jahrhundert     | 66725 DDB  |
| Bild gesucht BW             |                              | Hofstraße 2 LageFlur: 2, Flurstück: 10/4              | 1884 als Anwesen des riedeselischen Revierförsters errichtetes Wohnhaus. | 1884                   | 66731 DDB  |
| Hofgut Sickendorf           | Hofgut Sickendorf            | Hofstraße 9 LageFlur: 2, Flurstück: 22/1              | Große U-förmige Hofanlage mit rückwärtigen Erweiterungsbauten. Ältester Teil der Baugruppe ist das links stehende Verwalterwohnhaus. | 1795 bis 1805          | 66733 DDB  |
| weitere Bilder              | Marstall                     | Hofstraße 12 LageFlur: 2, Flurstück: 5/5              | Querrechteckiger, eineinhalbgeschossiger Massivbau unter Satteldach, 1884 entstanden und mit reicher Ornamentik versehen. | 1884                   | 66735 DDB  |
| Schloss Sickendorf mit Park | Schloss Sickendorf mit Park  | Hofstraße 14 LageFlur: 2, Flurstück: 4/4, 5/7 und 5/8 | An Stelle des älteren Herrenhauses wurde für Baron Albrecht Georg Karl Woldemar Riedesel ein Neubau errichtet, der, kaum fertiggestellt, 1884 abbrannte. Daraufhin entstand 1886/7 das heutige Schloss nach Plänen des Architekten Albert Petersen aus Altona. | 1886                   | 66737 DDB  |
|                             |                              | Hofstraße 16 LageFlur: 2, Flurstück: 4/5              | Als zum Schloss gehörendes Gästehaus 1911/12 errichtet, zeigt das von Jacob Reuter entworfene Gebäude bereits eine sachliche Formensprache mit leichten klassizistischen Einflüssen, wie sie die eher konservative Architektur der Folgezeit prägte. | 1911                   | 66739 DDB  |
| Reithalle (Sickendorf)      | Reithalle                    | Parkweg 1 LageFlur: 2, Flurstück: 5/5                 | Kurz vor dem Ersten Weltkrieg nach Plan von Jacob Reuter erbauter gestreckter Putzbau mit flachem Tonnendach über offenem Holzdachstuhl. | 1895 bis 1905          | 66741 DDB  |
|                             |                              | Rodweg 1 LageFlur: 1, Flurstück: 27                   | Zweigeschossiges, zwei Zonen breites, traufseitig erschlossenes Fachwerkwohnhaus unter Satteldach. | Anfang 17. Jahrhundert | 66743 DDB  |
| Ehemalige Schule            | Ehemalige Schule             | Rodweg 3 LageFlur: 1, Flurstück: 30/6                 | Bis 1905 wurden die Schüler aus Sickendorf in Allmenrod unterrichtet, dann erhielt das Dorf sein eigenes Schulhaus. | 1905                   | 66745 DDB  |
| weitere Bilder              | Heidbergkapelle und Friedhof | Unter den Eichen 3 LageFlur: 1, Flurstück: 57         | Dem kleinen, 1885 an diese Stelle verlegten Dorffriedhof benachbart, befindet sich in romantischer Umgebung auf dem Heidberg die von 1916 bis 1999 errichtete Heidbergkapelle, die 2019 mit dem Hessischen Denkmalschutzpreis bedacht wurde. Sie war die zum Hofgut Sickendorf gehörende Grablege der Freiherrn Riedesel und ist heute Bestandteil des Evangelischen Kirchspiels Wallenrod. | 1885                   | 66747 DDB  |

- Karte mit allen Koordinaten der Denkmäler:
- OSM |
- WikiMap